# エヴェルトン・ルイス・ギマリャンイス・ビリェル
エヴェルトン・ルイス（Everton Luiz）ことエヴェルトン・ルイス・ギマリャンイス・ビリェル（ポルトガル語: Everton Luiz Guimarães Bilher、1988年5月24日 - ）は、ブラジルのサッカー選手。ポジションはMF。

## クラブ歴

### ブラジル
SERCブラジル、SERカシアス・ド・スル、ナウチコFCの下部組織を経て、AAポンチ・プレッタの下部組織に加入。下部組織時代にルーマニアのSCMグロリア・ブザウに期限付き移籍し選手初出場。ポンチ・プレッタに帰還し、2009年にカンピオナート・パウリスタでトップチームデビューした後、同年4月に4年契約を締結した。
2009年にSEパルメイラスに移籍しセカンドチームでプレー。2010年2月にマリーリアACに期限付き移籍。カンピオナート・ブラジレイロ・セリエC、カンピオナート・パウリスタA2で出場した。2011年にCAブラガンチーノに完全移籍したが出場機会はなかった。2012年にクルーベ・ジ・レガタス・ブラジルに移籍。カンピオナート・アラゴアーノでは中心選手として活躍し同年の同リーグ優勝に貢献したほか、ベストイレブンにも選出された。同年6月にリーガMXのサン・ルイスFCに期限付き移籍した。2013年1月にクリシューマECに期限付き移籍。3月に復帰した。2013年はクルーベ・ジ・レガタス・ブラジルでカンピオナート・アラゴアーノのタイトルを獲得し2年連続でベストイレブンにも選出された。

### スイス
2013年夏にACルガーノに移籍。7月13日に初出場、翌節に初得点を記録した。
2014年6月にFCザンクト・ガレンに3年契約で加入。当初はリザーブチームでプレーしたが、9月24日にスイス・スーパーリーグ初出場。その後スーパーリーグでレギュラーになった。

### パルチザン
2016年1月6日にセルビア・スーペルリーガのパルチザン・ベオグラードに移籍。契約は2年半、背番号は25番。2月27日、レッドスター・ベオグラードとのヴェチティ・デルビで初出場したが、ホームで1-2の敗戦となった上に彼自身も試合開始早々にイエローカードを提示された。2戦目となったFKラドニチュキ・ニシュ戦で膝を負傷し1ヶ月以上の離脱を余儀なくされた。4月10日のFKムラドスト・ルチャニ戦でフル出場し復帰。同月16日のヴェチティ・デルビでロスタイムに同点弾を決めて初得点。なおゴールパフォーマンス後、相手サポーターを過剰に煽って退場処分となった。その後、2015-16シーズンのセルビア・カップ決勝に出場しタイトル獲得に貢献した。
2016年7月にUEFAヨーロッパリーグ 2016-17 予選のザグウェンビェ・ルビン戦で国際大会初出場。同シーズンの初得点は10月15日のFKヴォジュドヴァツ戦であった。このシーズン、クラブは2冠、彼自身もベストイレブンに選出された。
2017-18シーズンは9月20日に初得点。UEFAヨーロッパリーグ 2017-18ではグループステージ全試合に出場し、決勝ラウンドに13年ぶりの進出を果たした。

### SPAL
2018年1月19日にセリエAのS.P.A.L.に2020年夏までの契約で1年延長のオプションつきで移籍。2月10日にセリエA初出場となったが、ACミランに0-4の大敗というデビュー戦であった。

### レアル・ソルトレイク
2019年1月、エヴァートン・ルイスはメジャーリーグサッカーのクラブリアル・ソルトレイクに期限付き移籍し、シーズン終了後に購入オプションが付いていました。 2019年12月、リアル・ソルトレイクは2020シーズンに向けてエヴァートン・ルイスの購入オプションを行使しました。

### ヨーロッパへの復帰
2022年7月、エヴァートン・ルイスはベルギーのクラブベヴェレンに移籍しました。

## タイトル

### クラブ
CRB
- カンピオナート・アラゴアーノ: 2012, 2013

パルチザン
- セルビア・スーペルリーガ: 2016-17
- セルビア・カップ: 2015-16, 2016-17

### 個人
- カンピオナート・アラゴアーノベストイレブン: 2012[1], 2013[5]
- セルビア・スーペルリーガベストイレブン: 2016-17[17]